# Complesso di attacco della membrana

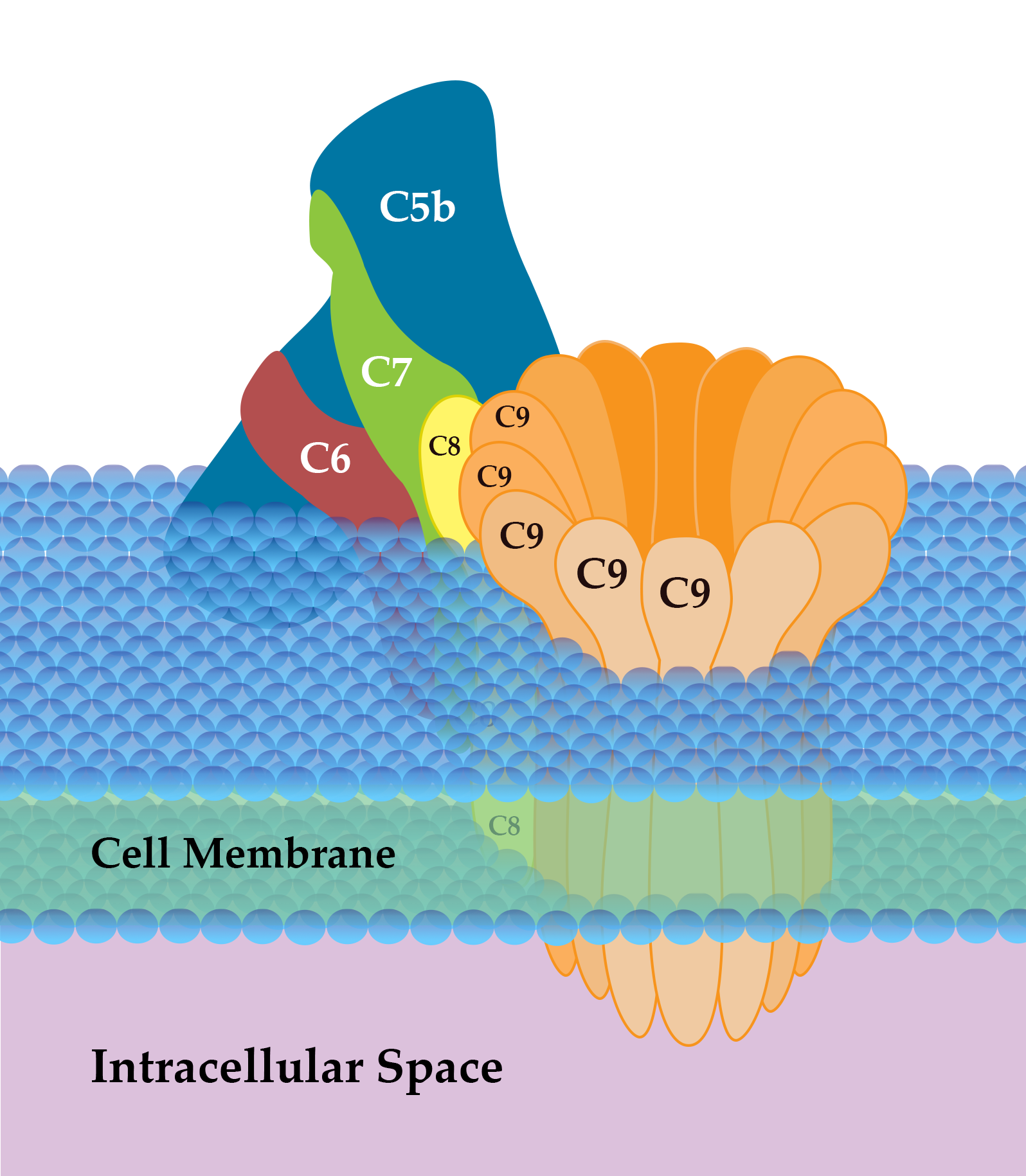
Complesso di attacco della membrana (complesso terminale del complemento C5b-9)

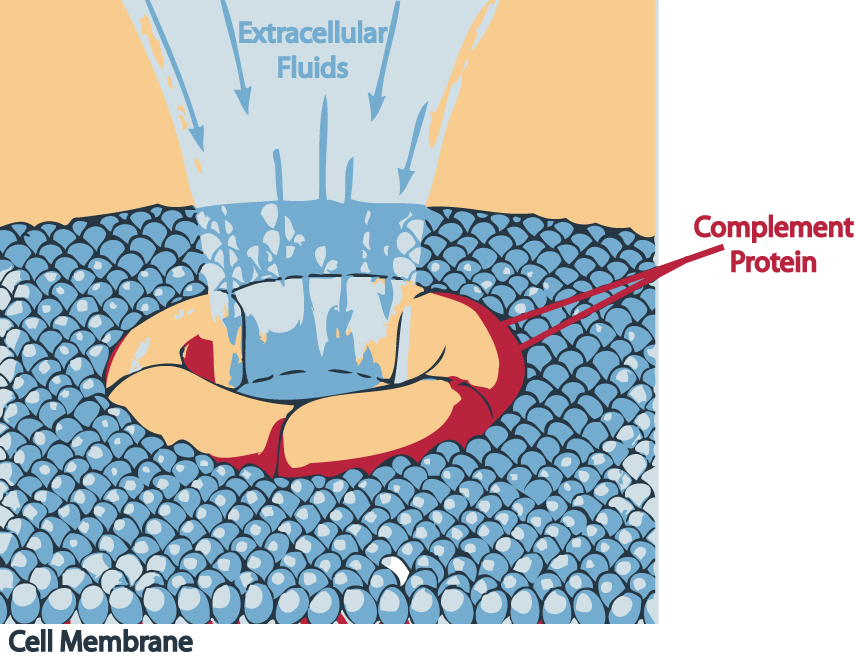
Un complesso di attacco della membrana inserito in una cellula patogena

Il complesso di attacco della membrana (MAC) è un complesso di proteine che tipicamente si formano sulla superficie delle membrane cellulari dei patogeni come risultato dell'attivazione del sistema del complemento dell'ospite, e come tale è un effettore del sistema immunitario . L'attivazione del complemento mediata da anticorpi porta alla deposizione di MAC sulla superficie delle cellule infette. L'assemblaggio del MAC crea dei pori che interrompono la membrana cellulare delle cellule bersaglio, portando alla lisi cellulare e alla loro morte.
Il MAC è composto dalle proteine del complemento C5b, C6, C7, C8 e diverse molecole C9.
Un certo numero di proteine partecipa all'assemblaggio del MAC. C5b appena attivato si lega a C6 per formare un complesso C5b-6, quindi si lega a C7 formando il complesso C5b-6-7. Il complesso C5b-6-7 si lega a C8, che è composto da tre catene (alfa, beta e gamma), formando così il complesso C5b-6-7-8. C5b-6-7-8 si lega successivamente a C9 e funge da catalizzatore nella polimerizzazione di C9.

## Struttura e funzione
Il MAC è composto da un complesso di quattro proteine del complemento (C5b, C6, C7 e C8) che si legano alla superficie esterna della membrana plasmatica e da molte copie di una quinta proteina (C9) che si uniscono l'una all'altra formando un anello nella membrana. C6-C9 contengono tutti un dominio MACPF comune. Questa regione è omologa alle citolisine dipendenti dal colesterolo dei batteri Gram-positivi.
La struttura ad anello formata da C9 è un poro nella membrana che consente la libera diffusione delle molecole dentro e fuori la cellula. Se si formano abbastanza pori, la cellula non è più in grado di sopravvivere.
Se i complessi pre-MAC di C5b-7, C5b-8 o C5b-9 non si inseriscono in una membrana, possono formare complessi inattivi con la Proteina S (sC5b-7, sC5b-8 e sC5b-9). Questi complessi in fase fluida non si legano alle membrane cellulari e alla fine vengono eliminati dalla clusterina e dalla vitronectina, due regolatori del complemento.
La formazione di MAC è anche fondamentale per la lisi cellulare mediata dal complemento mediata da anticorpi terapeutici come l'anti-CD20 rituximab utilizzato nelle neoplasie delle cellule B.

## Attivazione: C5-C7

Complesso di attacco di membrana

Il complesso di attacco della membrana viene attivato quando la proteina C5 convertasi del complemento scinde C5 in C5a e C5b. Tutte e tre le vie del sistema del complemento (classica, lectina e vie alternative) avviano la formazione di MAC.
Un'altra proteina del complemento, C6, si lega a C5b.
Il complesso C5bC6 è legato da C7.
Questa giunzione altera la configurazione delle molecole proteiche esponendo un sito idrofobico su C7 che consente al C7 di inserirsi nel doppio strato fosfolipidico del patogeno.

## Polimerizzazione: C8-C9
Siti idrofobici simili sulle molecole C8 e C9 sono esposti quando si legano al complesso, quindi possono anche inserirsi nel doppio strato.
C8 è un complesso formato dalle due proteine C8-beta e C8 alfa-gamma.
L'area idrofobica di C8 alfa-gamma si inserisce nel doppio strato. C8 alfa-gamma induce la polimerizzazione di 10-16 molecole di C9 in una struttura che forma i pori nota come complesso di attacco della membrana.
- MAC ha una faccia esterna idrofobica che gli consente di associarsi al doppio strato lipidico.
- MAC ha una faccia interna idrofila per consentire il passaggio dell'acqua.

Molteplici molecole di C9 possono unirsi spontaneamente in una soluzione concentrata per formare polimeri di C9. Questi polimeri possono anche formare una struttura tubolare.

## Inibizione
CD59 agisce come inibitore del complesso per proteggere le cellule del corpo dal MAC. Una condizione rara, l'emoglobinuria parossistica notturna, provoca globuli rossi privi di CD59. Queste cellule possono, quindi, essere lisate da MAC.

## Patologia
Le carenze dei componenti da C5 a C9 non portano a una suscettibilità generalizzata alle infezioni, ma solo a una maggiore suscettibilità alle infezioni da Neisseria, poiché la Neisseria ha una parete cellulare sottile e poco o nessun glicocalice.